# 行灯
行灯（旧字体：行燈、あんどん）は照明器具の一つ。ろうそくや油脂を燃料とした炎を光源とする。持ち運ぶもの、室内に置くもの、壁に掛けるものなど様々な種類がある。もともとは持ち運ぶものだったため「行灯」の字が当てられ、これを唐音読みして「あんどん」となった。携行用は後に提灯に取って代わられたため、据付型が主流となった。

## 概要

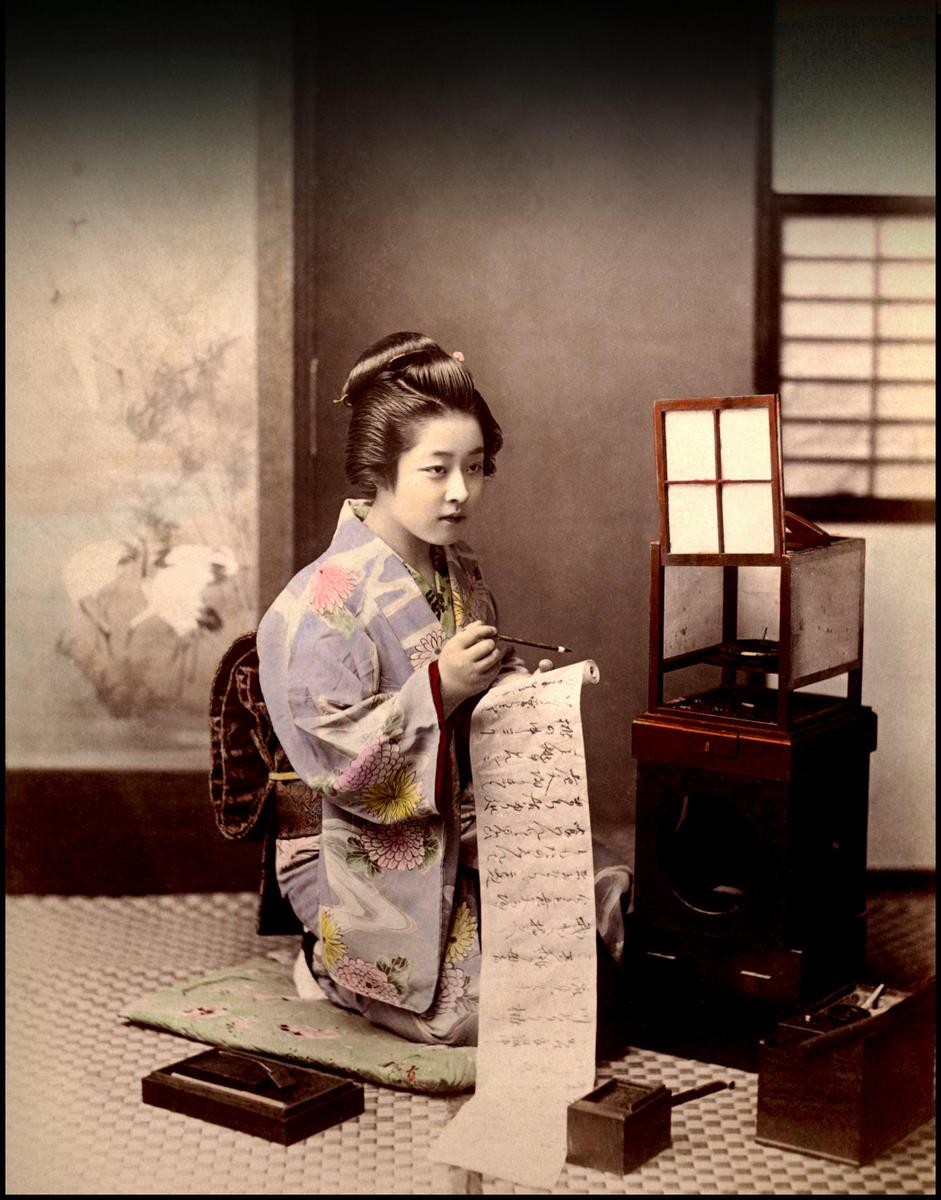
行灯を開き、火皿が見える状態(写真右)

行灯が普及したのは江戸時代である。それ以前は、台の上に火皿を乗せただけで風覆いのない灯明皿が用いられていた。

行灯は、風よけの覆いで火皿を覆った構造である。竹、木、金属などで作られた枠に和紙を張った風よけの覆いで四方を囲った空間に、燃料となる油脂を注いだ火皿を置き、木綿やイグサなどの灯心に点火して使用する。
燃料の油脂には菜種油や魚油などが用いられ、魚油は安価だが燃やせば煙や悪臭が発生する欠点がある。「化け猫が行灯の油をなめる」という伝説は、行灯の燃料に魚油が使われていたことに由来すると考えられる。
明治時代に入ると石油ランプが普及し始め、菜種油の行燈は姿を消していったが、地方では使用される例もあった。富山県の農村部では明治20年代から30年代まで利用されていたとされる。また、新美南吉の童話『おじいさんのランプ』では、日露戦争の頃（1904年）の愛知県半田市付近の農村の生活を「夜は明かりなしの家が多かった。少しぜいたくな家では、お嫁さんが嫁入り道具に持ってきた行灯を灯した」と描写している。
21世紀以降の現在でも和風旅館などでインテリアとして見かけるが、防災上および実用上の観点から、光源として電球やLED電球を使用した行灯型の電気スタンドとなっている。

## 行灯の種類

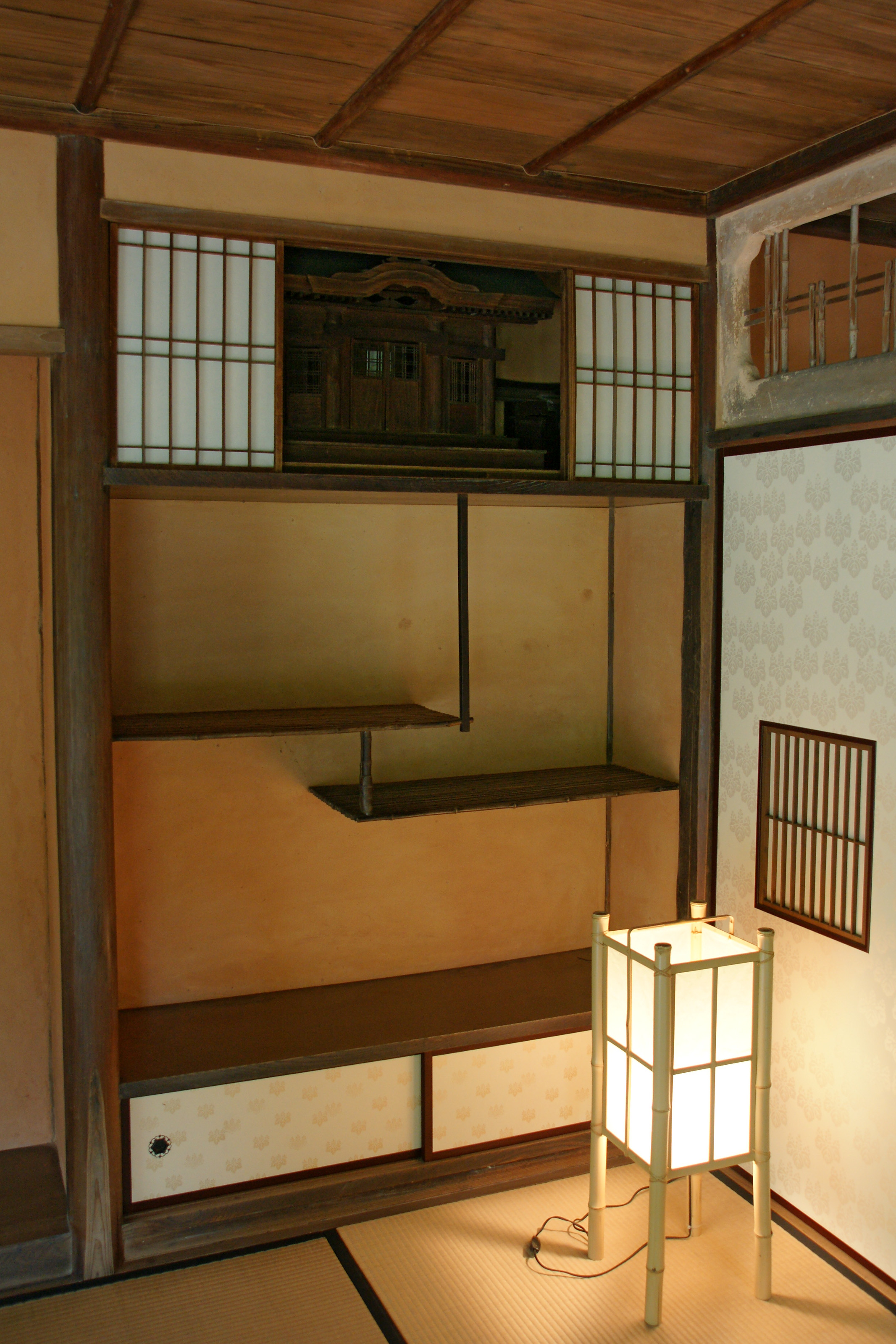
電球を使用した置行灯

置行灯（おきあんどん）
最も一般的な室内型。多くは縦長の箱型をしており、内部には灯明をおく台、上部には持ち運び用の取っ手が付いている。下部に引き出しなどを備えたものもあり、灯心、蝋燭などを収納した。小型のものは雪洞（ぼんぼり・せっとう）とも呼ばれる。
掛行灯（かけあんどん）
店の軒先などに掛け、屋号や商品名を書いて看板としたもの。夜間も店を開けている飲食店などに多かった。
遠州行灯（えんしゅうあんどん）
置行灯の一種。円筒形をしているが完全に囲わず、一部が空いている。ここから点火・消火の操作を行ったり、行灯自体を回して光量の調節ができる。一説には小堀遠州の発明による名称ともされる。
有明行灯（ありあけあんどん）
小型の行灯で、就寝時に枕元に置いて使用し、用を足しに立ったり突発的な事態が発生した時に即応できるよう使用する。窓が付いており光量を調節できるものが多かった。名前は「夜が明けてもまだ点いている」様を有明の月になぞらえたもの。
書見行灯（しょけんあんどん）
外装の一部を丸く抜き、そこにガラスまたはレンズを嵌めてあるもので、書物をより明るく見るのに適した構造になっている。
八間行灯（はちけんあんどん）
略して「八間」とも。平たく大型で天井から吊り下げるもので、湯屋・寄席・居酒屋など人の集まる場所で、部屋全体を明るく照らした。
辻行灯（つじあんどん）
辻番所などの前の街路に立てられた行灯。現代の街灯の前身のようなもので、それに比べるとかなり暗かったが、当時としては一定の防犯効果があった。

## 行灯から派生した事項

### 祭・イベント

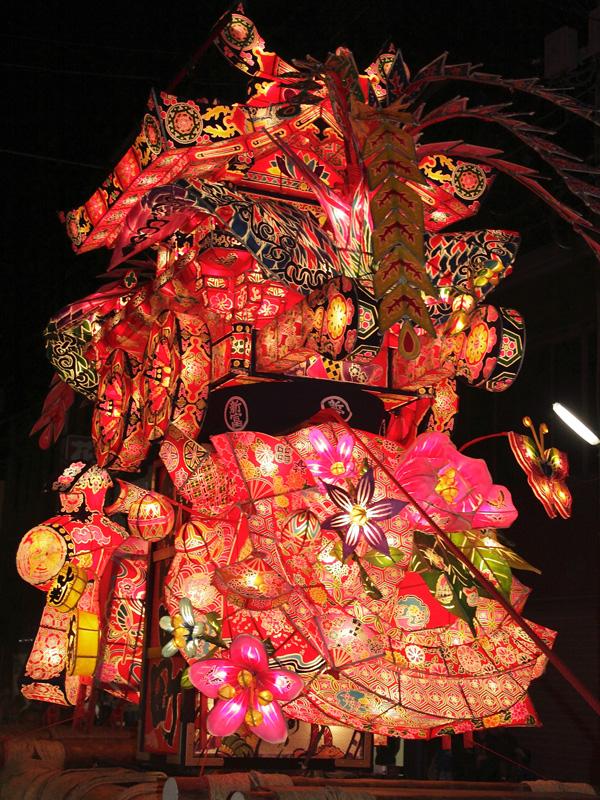
夜高行燈と呼ばれる巨大な行燈。写真は砺波夜高祭り

- 夜高行燈 - 富山県に伝わる祭で使われる巨大な行燈。砺波夜高祭りなどでは極彩色の美しい行灯を持って練り歩く。
- 京都・東山花灯路 / 京都・嵐山花灯路 - 京都府で開催される観光イベント。詳細は各記事を参照。
- たんころりんの夕涼み - 愛知県豊田市足助で行われる祭。「たんころりん」とは、竹かごと和紙で作った円筒形の行灯の地元での呼び名。

### 照明に関する事物
- アンドン - 工場や生産現場において各所に表示ランプが付いていることがあり、これもアンドンと呼ぶ。これは何か異常が発生した際、作業者がスイッチを押すとその現場のランプが点灯し、同時にモニタリングルームの表示板も点灯、管理責任者が速やかに現場に駆けつけることができるシステムである。様々なタイプがあるが、一例としては上から順に緑、黄、赤のランプが縦に積み重なったものがあり、緑は異常なし、黄は責任者を呼ぶ事態発生、赤は責任者要請に加えてラインストップ、を意味する。詳細は当該記事を参照。
- 社名表示灯 - タクシーの屋根上や貸切バス（観光バス）の前面に設置される表示灯。俗に「行灯」と呼ばれる。日本のタクシー#車内装備も参照。
- 消防車に設置される「所属表示灯」も同様に、俗に「行灯」と呼ばれる。
- 行灯看板（あんどんかんばん） - アクリルやガラス製看板で、内側から電球や蛍光灯で照らすもの。
- 行灯造り - 舞台やテレビ・映画のセットのうち、箱形（見えない側の蓋は作らないこともある）で、中に照明器具を入れる構造のものを、大小を問わずこう呼び、略して「行灯」と呼ばれる。
- ビジネスバイク（ホンダ・スーパーカブ、スズキ・バーディーなど）のうち、1990年代以前のモデルにはヘッドライト直下のステム付近に1灯のスモールランプ（ポジションランプ）が設置されており、こうしたモデルは俗に「行灯カブ」と呼ばれる。

### 形状等から例えられる事物
- アンドンクラゲ - 箱虫綱に属するクラゲ。3cm程のほぼ立方体のかさを持つことから「行灯」の名がある。有毒で刺される被害がよく発生する。
- 行灯凧 - 四角形の枠に紙を張った凧。
- 昼行灯（ひるあんどん） - 日中に火のついた行灯を見るように、点灯しているのかどうかよくわからない、存在感がなく、ぼんやりした人。また、役に立たない人[3]。大石内蔵助が赤穂藩家老時代、仕事をしないことからこう呼ばれたという。

## 関連項目

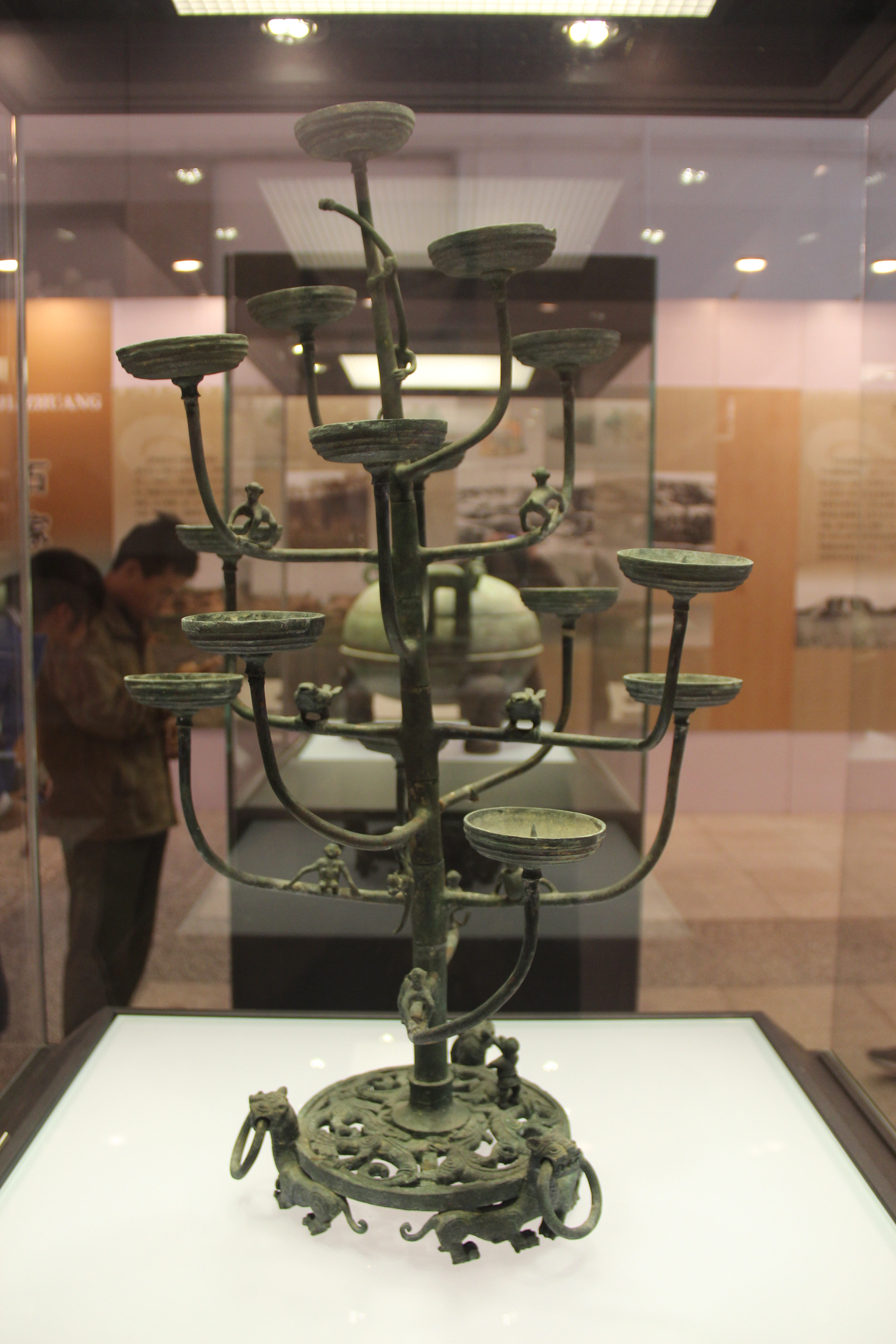
中国の連枝燈